# Sertigpass
Der Sertigpass ist ein Saumpfad in den Schweizer Alpen. Er verbindet das Landwassertal mit dem Oberengadin, beide im Kanton Graubünden. Es ist ein oft begangener Übergang mit einem Wanderweg (weiss-rot-weiss markiert) von Davos oder Sertig nach S-chanf oder zur Kesch-Hütte.